# Гаккель, Всеволод Яковлевич
Все́волод (Се́ва) Я́ковлевич Га́ккель (19 февраля 1953 года, Ленинград) — советский и российский рок-музыкант, наиболее известный по игре на виолончели в группе «Аквариум». Основатель клуба «TaMtAm», первой в России независимой организации рокеров. Являлся арт-директором клуба «Китайский Лётчик Джао Да» в Петербурге (сейчас закрыт).

## Биография

### Ранние годы

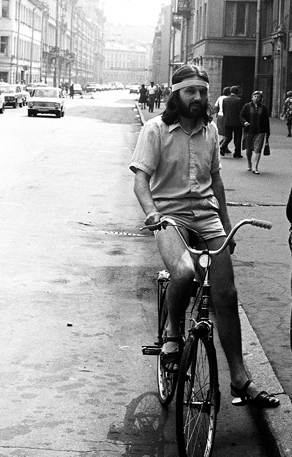
Всеволод Гаккель на велосипеде в Ленинграде в 1987 году (фотограф Игорь Мухин)

Всеволод Гаккель родился 19 февраля 1953 года в Ленинграде в семье известного океанографа Якова Яковлевича Гаккеля, который в свою очередь приходился сыном не менее известному изобретателю и авиаконструктору Якову Модестовичу Гаккелю. В детстве окончил музыкальную школу по классу виолончели, в подростковом возрасте начал интересоваться группой The Beatles, играл на бас-гитаре в школьной бит-группе Vox, в которой также состояли 3 его одноклассника: Владимир Ульев (ударные), Никита Воейков и Владимир Рыжковский (оба гитара). После получения аттестата поступил в кинотехникум на отделение «монтаж и эксплуатация киноустановок», но, так его и не закончив, на 2 года ушёл служить в советскую армию. Проходил службу в городе Марнеули, в составе гарнизонной группы играл на бас-гитаре во время танцевальных вечеров.
В мае 1973 года Гаккель вернулся в Ленинград и устроился в Дом грампластинки, где работал сначала экспедитором, а потом грузчиком. Осенью того же года, присоединившись к оркестру музыкальной школы, познакомился со скрипачом Никитой Зайцевым (группа «Большой железный колокол») — началось его приобщение к ленинградскому рок-андеграунду. Вместе с Зайцевым попытался поступить в музыкальное училище им. Римского-Корсакова, но неудачно. Летом 1974 года вступил в фолк-рок-группу «Акварель», которую организовали Анатолий Быстров (экс-«Пришельцы») и Юрий Берендюков (экс-«Ну, погоди!»). В январе 1975 года на концерте в клубе «Эврика» познакомился с Борисом Гребенщиковым и Дюшей Романовым, и, спустя несколько месяцев, перешёл к ним в «Аквариум».

### Работа в «Аквариуме»
Членом «Аквариума» Гаккель был в 1975—1986 и 1987—1989 годах, на это время приходится наиболее яркий период в его творческой деятельности. Дебютное выступление в составе группы состоялось 2 мая 1975 года на пляже в Ольгино, первой студийной записью, в создании которой принял участие музыкант, стал магнитоальбом «С той стороны зеркального стекла» (но, поскольку микрофон в студии был всего один, и не было аппаратуры для наложения звуковых дорожек, виолончели там почти не слышно). Первое время группе не хватало сыгранности, как правило, Гаккель просто выбирал какой-нибудь гитарный риф и пытался продублировать его на виолончели. Во время концертов ему обычно не доставалось своего усилителя, и приходилось играть в один комбинированный с кем-то другим либо подключаться в общую линию. Иногда брал в руки бас-гитару: на концертах в конце 70-х (во время прохождения бас-гитаристом «Аквариума» Михаилом Файнштейном службы в рядах СА), в некоторых треках в альбомах «Табу», «Радио Африка». Звукорежиссёр Андрей Тропилло часто привлекал присутствовавших в данный момент в студии музыкантов к записям других групп. Так, игру Гаккеля на виолончели можно услышать в альбоме «Кино» «45» и в альбоме «Алисы» «Энергия». В «Начальнике Камчатки» в нескольких песнях подстукивает на бас-барабане. В 1985 году, в период временного распада «Аквариума», сотрудничал с гитаристом и звукорежиссёром Вячеславом Егоровым, записав для проекта «Акустическая комиссия» альбом «Инородное тело».
Фактически оставил группу во время записи альбома «Равноденствие» в 1987 году. Пик ссоры приключился во время записи песни «Партизаны полной Луны», когда все находившиеся в студии музыканты посмеялись над вокальными данными Гаккеля.

Возможно, в тот период у меня был синдром, который соответствовал какому-то психическому отклонению. И тогда насмехаться надо мной начинали все. Это не была реакция какого-то одного человека. Я обострённо реагировал, когда реагировали на меня. Это была моя защитная реакция, хотя порой всё это напоминало паранойю.

Не дожидаясь окончания записи песни, он неторопливо положил виолончель в чехол и ушёл.

Я находился в идеальном расположении духа и безошибочно знал, что именно делаю. Я не связываюсь с идиотизмом… К сожалению, по прошествии двух десятилетий я всё дальше ухожу в сторону от этого детектора. Но в то время я абсолютно точно знал, что это — единственно правильный путь, по которому мне следует пройти.

Лидер «Аквариума» Борис Гребенщиков впоследствии вспоминал об уходе музыканта с сожалением:

Было очень тяжело — Гаккель то приходил, то уходил. Я периодически его заманивал обратно, было жалко: группа-то хорошая. «Давай ещё раз попробуем!» … Суть конфликтов на «Равноденствии» состояла в том, что Сева и Дюша не очень чисто пели. На ровном месте они начинали орать друг на друга, чуть ли не до драки — вместо того, чтобы заранее выучить свои партии…

Тем не менее в изданных записях группы две песни были исполнены Гаккелем именно как вокалистом — это «Два тракториста» из альбома «Треугольник», повторённая потом во время «Последних концертов» 1997 года, а также «В поле ягода навсегда» во время концерта в ДК им. Луначарского 7 января 1982 г., зафиксированного в концертном альбоме «Арокс и Штёр».
Александр Кушнир в своей книге «Хедлайнеры» назвал Гаккеля вторым по значимости человеком в группе, а также носителем духа подлинного «Аквариума».

### Поздние годы
После ухода из «Аквариума» Гаккель присоединился к ленинградской блюзовой группе под названием «Турецкий чай» и весной 1991 года, находясь в их составе, выступил во Дворце спорта «Юбилейный», на фестивале, организованном в честь десятилетия Ленинградского рок-клуба. В том же году принял участие в записи альбомов Gypsy Love пианиста Юрия Степанова (экс-«Мифы») и Ballerina’s Dream певицы Ольги Першиной, после чего на некоторое время прекратил музыкальную деятельность. Летом 1991 года Всеволод Гаккель много путешествовал по западным странам, посетил знаменитый музыкальный клуб CBGB, а осенью при поддержке Александра Кострикина (директора Василеостровского молодёжного центра) и Захара Коловского (члена общества «А-Я») организовал в Санкт-Петербурге свой собственный независимый рок-клуб, где проводил концерты многих молодых групп. Вскоре клуб получил официальный статус и название «TaMtAm», после чего существовал на протяжении пяти лет, закрывшись весной 1996-го. «Тамтам» имел очень большое значение не только в становлении петербургской рок-н-ролльной культуры 1990-х, но и в развитии всего русского рока в целом; послужил примером для нового поколения клубных промоутеров и помог состояться многим начинающим музыкантам.
Понаблюдав за молодыми исполнителями, Всеволод Гаккель решил снова заняться музыкой. На протяжении двух лет (1992—1994) он играл в составе постпанковой группы «Никогда не верь хиппи» и неопсиходелического ансамбля Wine. Позднее стал менеджером коллектива «Химера» и занялся выпуском альбомов некоторых выходцев из «Тамтама», в числе которых «Югендштиль», «The Пауки», «Король и Шут». Кроме того, на протяжении всего этого времени Гаккель участвовал в концертной деятельности группы «Поп-механика», вплоть до смерти её основателя Сергея Курёхина. В начале 1997 года присоединился к оркестру «Вермишель», сыграв для них в первых двух альбомах. Позднее вышел из состава, однако время от времени продолжал выступать на концертах коллектива. В июне 1997 года выступал в Москве и Санкт-Петербурге совместно с «Аквариумом», на концертах, организованных в честь двадцатипятилетия группы. В феврале 1997 года провёл двухдневный фестиваль «Другая музыка», в 1998—1999 года был артистическим директором проекта S.K.I.F. (ежегодного международного фестиваля имени Сергея Курёхина). В 2004 году Гаккель выступал в составе супергруппы Optimystica Orchestra, собранной Евгением Фёдоровым из бывших участников «Тамтама». Годом позднее поучаствовал в создании дебютного альбома группы «Полубоги вина».
В октябре 2000 года на прилавках магазинов появилась книга Всеволода Гаккеля «Аквариум как способ ухода за теннисным кортом», которая представляла собой не просто автобиографию музыканта с описанием его взаимоотношений с «Аквариумом», но также затрагивала многие другие темы, связанные с развитием петербургского рока. Изначально мемуары были выпущены издательским домом «Сентябрь», но впоследствии несколько раз переиздавались силами других книжных компаний. В отличие от остальной литературы, посвящённой «Аквариуму», она не является «каноническим текстом», то есть не заверена самим Борисом Гребенщиковым. В частности, некоторые аспекты существования группы подвергаются жесточайшей критике, так, например, автором выражается негативное отношение к высокой текучести состава, вызванной неспособностью Гребенщикова собрать стабильную музыкальную команду.
Кроме работы с молодыми музыкантами, Гаккель также занимался организацией гастролей известных западных исполнителей. В 1995 году он пригласил в Санкт-Петербург Питера Хэммилла и устроил концерт группы Van der Graaf Generator — мероприятие сопровождалось финансовыми трудностями, но в целом прошло успешно. В 2000 году Гаккель устроился на работу в продюсерский центр «Лаборатория звука», в составе которого организовывал концерты King Crimson, Jethro Tull, Джона Маклафлина, Дэвида Силвиана, Дэвида Бирна, Брайана Ино и всё тех же Van der Graaf Generator. В 2003 году организовал приезд в Санкт-Петербург Пола Маккартни и поучаствовал в создании посвящённого этому событию документального фильма.
В 2010—2012 годах работал арт-директором клуба «Китайский Лётчик Джао Да» в Санкт-Петербурге. С марта 2010 года Сева начал издавать собственную программу, публикуемую в Интернете в формате подкаста.
Программу он назвал «Признаки Времени» — программа об искусстве и творчестве, куда в оранжевую студию аудиожурнала ПодФМ на Петроградке он приглашает своих гостей, которые в большинстве случаев являются его давними друзьями и коллегами по музыкальному цеху. С 2012 года запустил санкт-петербургское отделение международного интернет-ТВ-проекта Balcony TV.
В 2017 году стал главным героем документального фильма об организованном Гаккелем клубе ТАМТАМ под названием «ТАМТАМ: Музыка смутного времени» режиссёра Ивана Бортникова.
В 2018 году принимает участие в записи песни "Северное лето", Петербургской инди-рок группы "Суперструны"
Работает в качестве Production manager в клубе A2.

## Личная жизнь
Первая жена — Людмила Шурыгина (позже — жена Бориса Гребенщикова).
Вторая жена — Елена Гудкова-Гаккель.

## Гринчелло
Гринчелло (Greencello) — уникальная в своём роде виолончель, принадлежащая Всеволоду Яковлевичу.
Её отличительные признаки:
- Обечайки, окрашенные в зелёный цвет.
- Передняя дека, покрытая узором в стиле «TaMtAm».